# 1926 год в театре
1926 год в театре

## Постановки
- май — в Венеции, в театре «Ла Фениче» состоялась премьера оперы Марио Кастельнуово-Тедеско «Мандрагора».
- 16 мая — в Ленинграде, в Гос. театре оперы и балета, прошла премьера балета Игоря Стравинского «Пульчинелла» в постановке Фёдора Лопухова, оформление Владимира Дмитриева.
- 15 июня — в Лондоне, на сцене Лирического театра[англ.] «клуб Рамбер» в составе программы-ревю представил балет «Трагедия моды, или Алые ножницы[англ.]». Балетмейстерский дебют Фредерика Аштона на музыку Юджина Гуссенса в оформлении Софии Федорович[англ.] считается первым английским национальным балетом.
- 28 октября — в театре имени Вахтангова прошла премьера пьесы Михаила Булгакова «Зойкина квартира».
- «Любовь Яровая», режиссёр Александр Канин, Саратовский драматический театр.
- В Пражском Национальном театре поставлена пьеса Ромена Роллана «Игра любви и смерти»[1].

## Персоналии

### Родились
- 4 января — Маргарита Никулеску, румынский и французский режиссёр и теоретик театра кукол.
- 11 марта — Евгений Шутов, советский и российский актёр театра и кино, народный артист РСФСР.
- 31 марта — Майя Блинова, советская и российская актриса театра и кино.
- 13 апреля — Эгон Вольф, чилийский драматург.
- 5 мая — Римма Быкова, актриса театра и кино, народная артистка России.
- 6 мая — Юрий Пузырёв, советский и российский актёр театра и кино, заслуженный артист РСФСР.
- 15 мая — Владимир Трошин, советский и российский актёр театра и кино, певец, народный артист РСФСР.
- 10 июня — Зоя Спирина, советская актриса, народная артистка СССР (1981).
- 20 июня — Уно Ярвела, народный артист Эстонской ССР (1976).
- 7 июля — Иван Казнадий, украинский и советский режиссёр, заслуженный деятель искусств Украинской ССР.
- 29 июля — Зиновий Корогодский, русский театральный режиссёр, профессор, народный артист России, художественный руководитель Ленинградского ТЮЗа (1962—1986).
- 2 сентября — Евгений Леонов, советский и российский актёр театра и кино, народный артист СССР.
- 9 октября — Евгений Евстигнеев, советский актёр театра и кино, народный артист СССР.
- 22 октября — Спартак Мишулин, советский и российский актёр театра и кино, народный артист РСФСР.

### Скончались
- 7 мая — Бронислава Вольская, польская актриса.